# Francesco I delle Due Sicilie
Francesco I di Borbone (Francesco Gennaro Giuseppe Saverio Giovanni Battista; Napoli, 19 agosto 1777 – Napoli, 8 novembre 1830) fu  re del Regno delle Due Sicilie dal 1825 fino alla morte. Dal 1812 al 1814 fu reggente del Regno di Sicilia e dal 1815 fino al 1820 fu luogotenente del re nell'isola.

## Biografia

### Infanzia comeDuca di Calabria

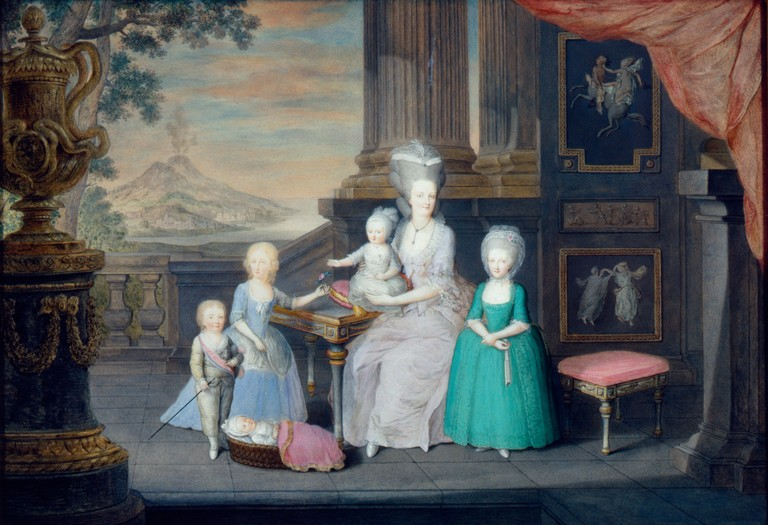
Francesco ritratto con la madre e i fratelli nel 1777

Nato nel Palazzo Reale di Napoli il 19 agosto 1777, era il secondo figlio maschio di Ferdinando IV di Napoli e di Maria Carolina d'Austria. Dopo la morte prematura del fratello maggiore Carlo Tito nel dicembre 1778 Francesco divenne di conseguenza erede al trono di Napoli e Sicilia. Insignito del titolo di Duca di Calabria, ricevette, a differenza del padre, un'adeguata e accurata istruzione, sotto la guida di qualificati precettori, come il fisico pugliese Giuseppe Saverio Poli o il cardinale Domenico Orsini d'Aragona, duca di Gravina. Al giovane erede al trono fu instillato l'interesse per le scienze naturali, oltre che la storia, mentre mostrò scarso interesse per il latino e le altre materie umanistiche; appassionato di botanica, scrisse, stando al poeta napoletano Giulio Genoino, due trattati sull'argomento: Istruzione per la coltura della pianta del cartamo e Memoria sulla coltura ed uso dell'erba dell'abbondanza.
Quando, nel 1795, ebbe compiuto 18 anni, Francesco fu ammesso a partecipare alle riunioni del Consiglio di Stato: di carattere debole e indeciso, durante il suo periodo da principe ereditario, non si mise mai in urto coi genitori, assecondando sempre tutte le direttive sia della madre, donna decisa e autoritaria, sia della volontà regia del padre. Per questo accettò il matrimonio, voluto da Maria Carolina, con l'arciduchessa Maria Clementina d'Austria, figlia dell'imperatore Leopoldo II e cugina di Francesco. Le nozze si svolsero a Foggia il 25 giugno 1797 e rientravano nell'ottica di alleanza tra il Regno di Napoli e la corte viennese, proprio quando in Europa si stavano espandendo i germi della Rivoluzione francese. Il contratto nuziale era stato stipulato nel 1790, ma venne differito proprio per i fermenti rivoluzionari che stavano mettendo a soqquadro l'Europa: solo nell'anno del matrimonio, in un periodo di relativa calma tra Napoli e Parigi, Maria Clementina poté raggiungere la sua nuova patria.

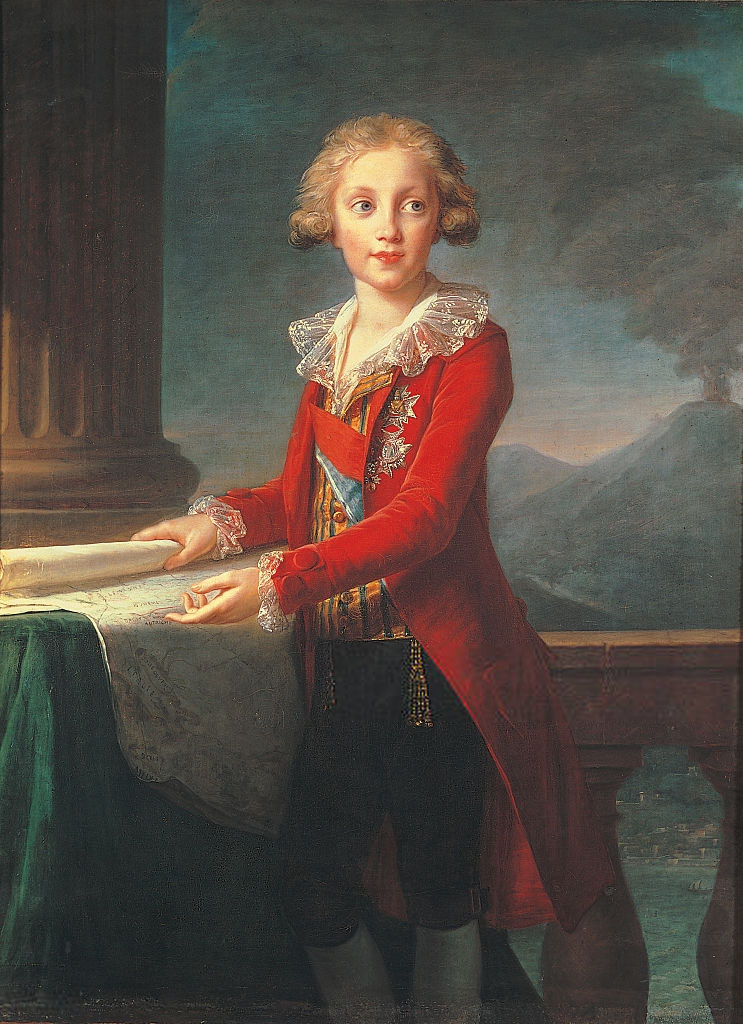
Francesco di Borbone ritratto da Élisabeth Vigée Le Brun nel 1790, Museo nazionale di Capodimonte, Napoli

Nel dicembre 1798 il Duca di Calabria partecipò col padre alla spedizione napoletana che doveva abbattere la Repubblica romana, instaurata a Roma dai francesi, per restaurare il potere temporale del papa, che si concluse però in un disastro militare. La conseguenza fu l'invasione del Regno da parte delle truppe francesi del generale Championnet nel gennaio 1799: Ferdinando, di fronte all'avanzata francese, preferì abbandonare la capitale e imbarcarsi su una nave inglese per rifugiarsi in Sicilia, seguito da tutta la famiglia reale, Francesco incluso, mentre a Napoli fu proclamata la Repubblica Partenopea. A Palermo il principe, contrariamente alle aspettative della madre, non si occupò di politica, rifuggendo la vita di corte e occupandosi solo della campagna e della famiglia (nel 1801 morì la moglie Maria Clementina, mentre pochi mesi prima era spirato anche il figlio primogenito della coppia, Ferdinando). Non partecipò attivamente alla riconquista di Napoli, malgrado le esortazioni dei genitori e del cardinale Fabrizio Ruffo, organizzatore dell'Esercito della Santa Fede, protagonista della lotta contro i francesi e i repubblicani. Rientrò a Napoli nel 1801, in qualità di luogotenente di Ferdinando, ancora in Sicilia, rimanendovi fino al giugno 1802, quando il padre riprese le sue funzioni. Dopo il periodo di vedovanza, Francesco decise di risposarsi con Maria Isabella di Borbone-Spagna, figlia di re Carlo IV di Spagna. Ferdinando IV di Napoli e Carlo IV di Spagna erano fratelli, entrambi figli di Carlo III di Spagna, e dunque Maria Isabella e Francesco I erano cugini. Le nozze si celebrarono per procura il 6 luglio 1802 a Madrid, mentre i due sposi celebrarono la cerimonia di persona il 6 ottobre a Barcellona: i festeggiamenti durarono fino al 12 ottobre, finché Maria Isabella e Francesco ripartirono per Napoli. Questo matrimonio fu voluto dal sovrano napoletano per rinnovare l'alleanza tra Napoli e Madrid, i cui rapporti si erano raffreddati, malgrado la parentela dinastica, a causa delle manovre di Maria Carolina di far entrare il Regno napoletano nell'orbita della corte di Vienna.
Nel 1806, dopo una seconda fuga forzata della famiglia reale da Napoli a Palermo a causa dell'invasione francese, Francesco fu nominato dal padre vicario e non volle seguirlo in Sicilia; anzi, cercò invano di organizzare la rivolta popolare in Basilicata e in Calabria, finché dovette riparare sull'isola col resto delle forze realiste. Sul trono di Napoli ascese il fratello di Napoleone, Giuseppe Bonaparte, il quale, dopo due anni di governo, assunse il titolo di re di Spagna, mentre a Napoli salì come sovrano Gioacchino Murat, cognato dell'imperatore francese.

### Reggente del Regno di Sicilia
Durante il secondo periodo d'esilio, Francesco continuò a dedicarsi alle sue attività preferite, ovvero la botanica e l'agricoltura, impiantando nella sua tenuta di Boccadifalco una villa agricola modello, dove si sperimentavano nuovi sistemi di coltura, irrigazione e allevamento. Dal punto di vista politico, il clima era molto teso: la Sicilia era difesa militarmente dalla flotta inglese, mentre i nobili e il popolo siciliano erano scontenti dei sovrani, perché irritati dal fatto di non aver voluto, nel primo periodo d'esilio, mantenere la corte a Palermo. Di conseguenza, sia la nobiltà, colpita nei suoi privilegi, che i popolani rifiutavano di pagare ulteriori tasse e gabelle per mantenere la corte borbonica. Nell'isola i Borbone contavano sulla protezione dell'inviato inglese in Sicilia, lord William Bentinck.
Ferdinando quindi convocò nel 1810 il Parlamento siciliano, formato dai tre tradizionali "bracci" della nobiltà, del clero e delle città demaniali, cercando di ottenere da esso il tradizionale "donativo" per mantenere le forze armate e contribuire alla sicurezza del regno. Di fronte al rifiuto, il re impose una nuova tassa sulle entrate senza l'approvazione dell'assemblea. Francesco partecipò a questa decisione quando, nel 1811, presiedendo un Consiglio di Stato, si deliberò di arrestare e deportare i capi dell'opposizione aristocratica in diverse isole, facendo esplodere nell'isola una rivolta. Oltre a questo si stavano guastando i rapporti con gli inglesi, anche per via delle trame della regina, che avversava le riforme proposte da Bentinck.
Non volendo cedere al parlamento, il 16 gennaio 1812 Ferdinando III nominò il figlio luogotenente generale del Regno, per governare la Sicilia in sua vece, mentre egli stesso si ritirò nella sua tenuta da caccia, a Ficuzza presso Corleone, dove restò fino al 1815.
Il Principe Francesco venne affiancato da un governo presieduto interamente da esponenti della nobiltà siciliana, con a capo un Consigliere di Stato anziano, mentre il comandante in capo delle forze militari siciliane sarebbe stato lo stesso Bentinck, che aveva in mente di dare alla monarchia siciliana un impianto costituzionale sul modello inglese. Fu invece elaborata una nuova Costituzione ispirata a quella di Cadice, che prevedeva la separazione dei poteri tra il re e il suo governo, che avrebbero tenuto quello esecutivo; il Parlamento, diviso ora in una Camera dei Pari e una dei Comuni, cui sarebbe spettato il potere legislativo; la magistratura, formalmente indipendente, che avrebbe gestito quello giudiziario. Quindi, nella qualità di Vicario reggente, Francesco il 12 luglio 1812 promulgò la prima costituzione siciliana, di ispirazione spagnola e adattata alle esigenze locali.

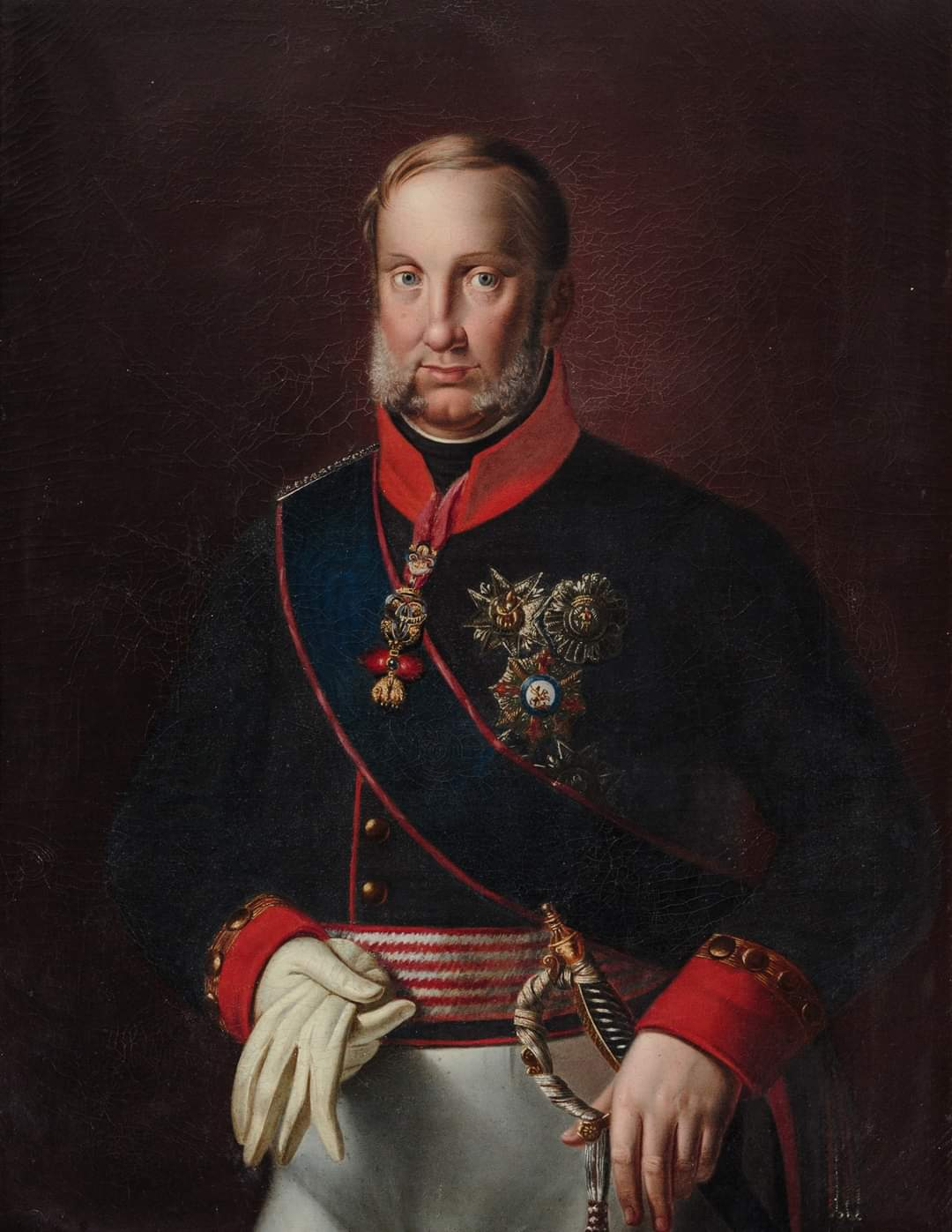
Francesco delle Due Sicilie ritratto dall'accademico e pittore di corte Giuseppe Cammarano, esposto presso il Museo campano di Capua.

Nella qualità di reggente però Francesco dovette barcamenarsi tra il desiderio di non contraddire il genitore e la necessità di accondiscendere al volere dell'alleato inglese, senza la cui flotta la difesa della Sicilia era impossibile. Per questo dovette accettare, nel giugno del 1813, l'allontanamento da Palermo della madre Maria Carolina che fu inviata a Vienna, dove morì pochi mesi dopo.
Dopo che la coalizione anti-napoleonica riuscì a battere Napoleone nel luglio 1814, suo padre poté introdurre delle riforme nella Costituzione che in pratica l'annullavano, stavolta non osteggiato dall'alleato inglese, anche perché l'inflessibile Bentinck era stato richiamato a Londra. 
Quando poi nel maggio 1815 Ferdinando decise di tornare a Napoli, lasciò suo figlio a Palermo come luogotenente del Regno, carica che mantenne fino al 1820: in tale veste deluse tuttavia le aspettative dei siciliani, che speravano restaurasse l'impianto costituzionale del 1812, anzi, approvò la manovra di Ferdinando di incorporare i due regni di Napoli e Sicilia nel neonato Regno delle Due Sicilie e assumendo il nome di Ferdinando I delle Due Sicilie (16 dicembre 1816), in ossequio ai dettami del Congresso di Vienna. Francesco assunse quindi il titolo di duca di Calabria, reintrodotto per l'occasione. Durante la sua esperienza luogotenenziale ebbe anche dei meriti, come la riforma dei comandi militari siciliani e degli istituti d'educazione femminile e il miglioramento della rete stradale intorno a Palermo.

### Moti carbonari

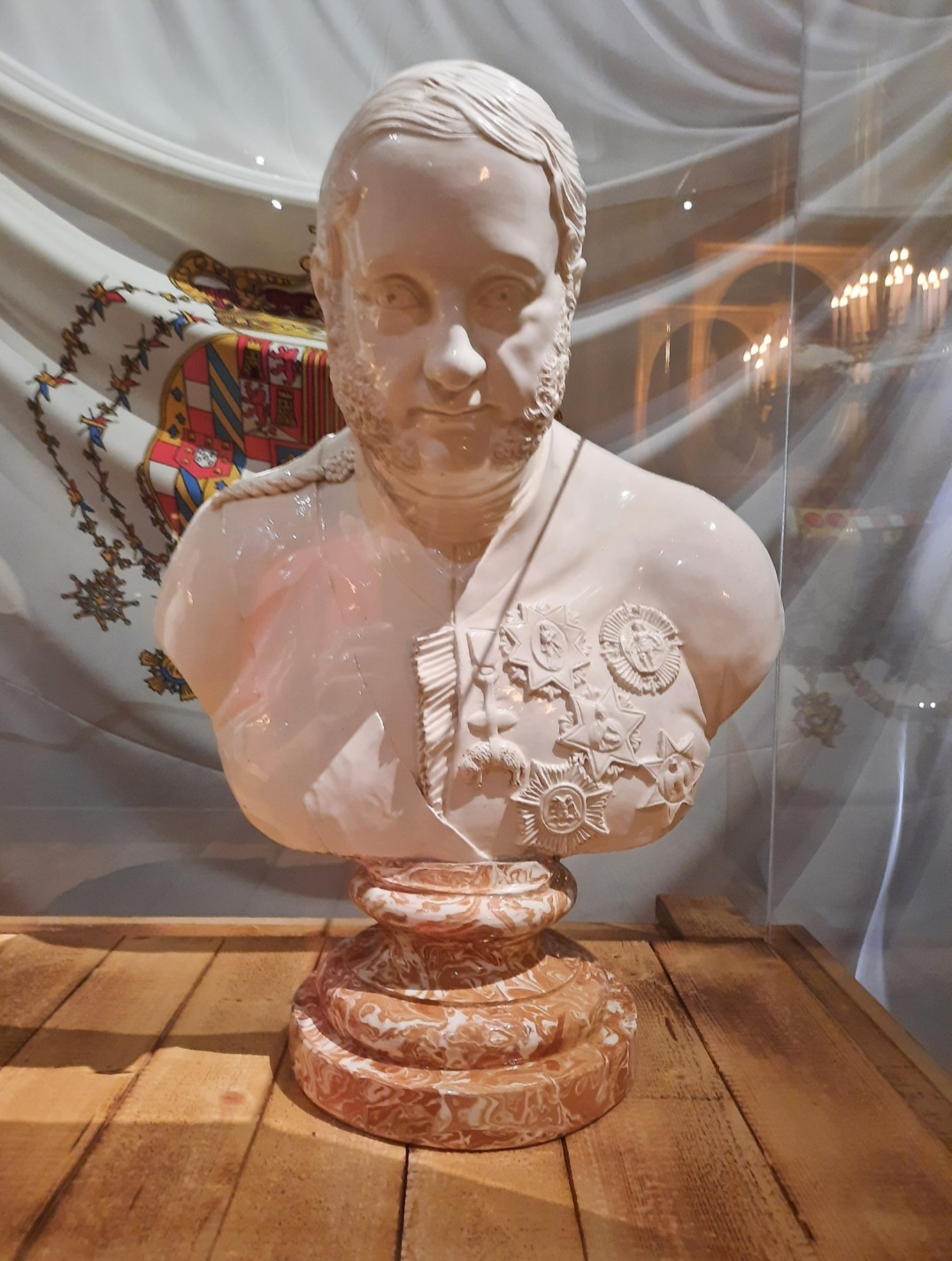
Busto di Francesco I di Borbone con ordini cavallereschi del Toson d'Oro, Ordine di San Gennaro e di San Ferdinando, Manifattura Giustiniani, 1825-1830, Museo nazionale di Capodimonte

Tornato a Napoli il 2 luglio 1820, Francesco si trovò alle prese con i moti del 1820: il padre già il 6 luglio Ferdinando I accettò di affidare la reggenza a Francesco, che espresse un atteggiamento benevolo verso la nuova Costituzione, concessa già il 7 luglio e subito ratificata dal re. Cominciò così il periodo politicamente più attivo del principe ereditario prima della sua salita al trono: fu infatti Francesco che nominò i nuovi ministri (Zurlo agli Interni, Carrascosa alla Guerra, Macedonio alle Finanze) il 9 luglio, indisse le elezioni in agosto - settembre e l'inaugurazione del Parlamento il 1º ottobre.
Contemporaneamente ai moti napoletani, scoppiò a Palermo un moto separatista che chiedeva il ripristino della Costituzione del 1812 e la riconvocazione del Parlamento. Il nuovo governo liberale tuttavia decise di reprimere la rivolta, affidando la spedizione punitiva al generale Florestano Pepe, il quale, dopo aver riconquistato Palermo il 7 ottobre, concesse una convenzione che riconosceva ai siciliani una parte delle loro richieste, subito rigettata dal governo napoletano, che sostituì Pepe con Pietro Colletta. Francesco continuò ad occuparsi attivamente della questione siciliana fino al febbraio 1821, quando le potenze della Santa Alleanza (Austria, Russia e Prussia) riunite nel Congresso di Troppau (novembre 1820) e nel Congresso di Lubiana del gennaio 1821, decisero di intervenire in Italia per sedare i moti carbonari scoppiati a Napoli e a Torino. Ferdinando chiese di poter partecipare al congresso di Lubiana per far valere le ragioni dei costituzionalisti napoletani, e Francesco riuscì a convincere il Parlamento a concedere al re il permesso di partire. Ma, giunto al congresso, il re delle due Sicilie, invece di parteggiare per i costituzionalisti, richiese l'intervento armato austriaco, abbattendo così il veto francese e inglese di intervento militare diretto, temendo un eccessivo rafforzamento di Vienna. Francesco in questa occasione tentò di resistere, convocando il Parlamento per la dichiarazione di guerra e ordinando la mobilitazione generale dell'esercito napoletano, che però, agli ordini di Pepe, fu sconfitto il 7 marzo 1821 a Rieti dagli austriaci, guidato dal generale Frimont. Dopo la sconfitta dei liberali, l'entrata delle truppe austriache a Napoli e la soppressione della Costituzione, Francesco si ritrovò nell'ambigua posizione sia dell'erede legittimo che di rappresentante del deposto regime, e da allora si tenne piuttosto defilato dalla politica, pur accettando alcuni incarichi di rilievo, come la partecipazione alle commissioni per le riparazioni di guerra, il tentativo di mitigare le pene inflitte dal nuovo ministro della Polizia, il principe di Canosa, ad esponenti politici carbonari e la breve presidenza del Consiglio di Stato dal settembre 1822 all'agosto 1823 durante l'assenza del re suo padre, recatosi nel Nord Italia per il congresso di Verona e poi in Austria per un lungo soggiorno.

### Re delle Due Sicilie

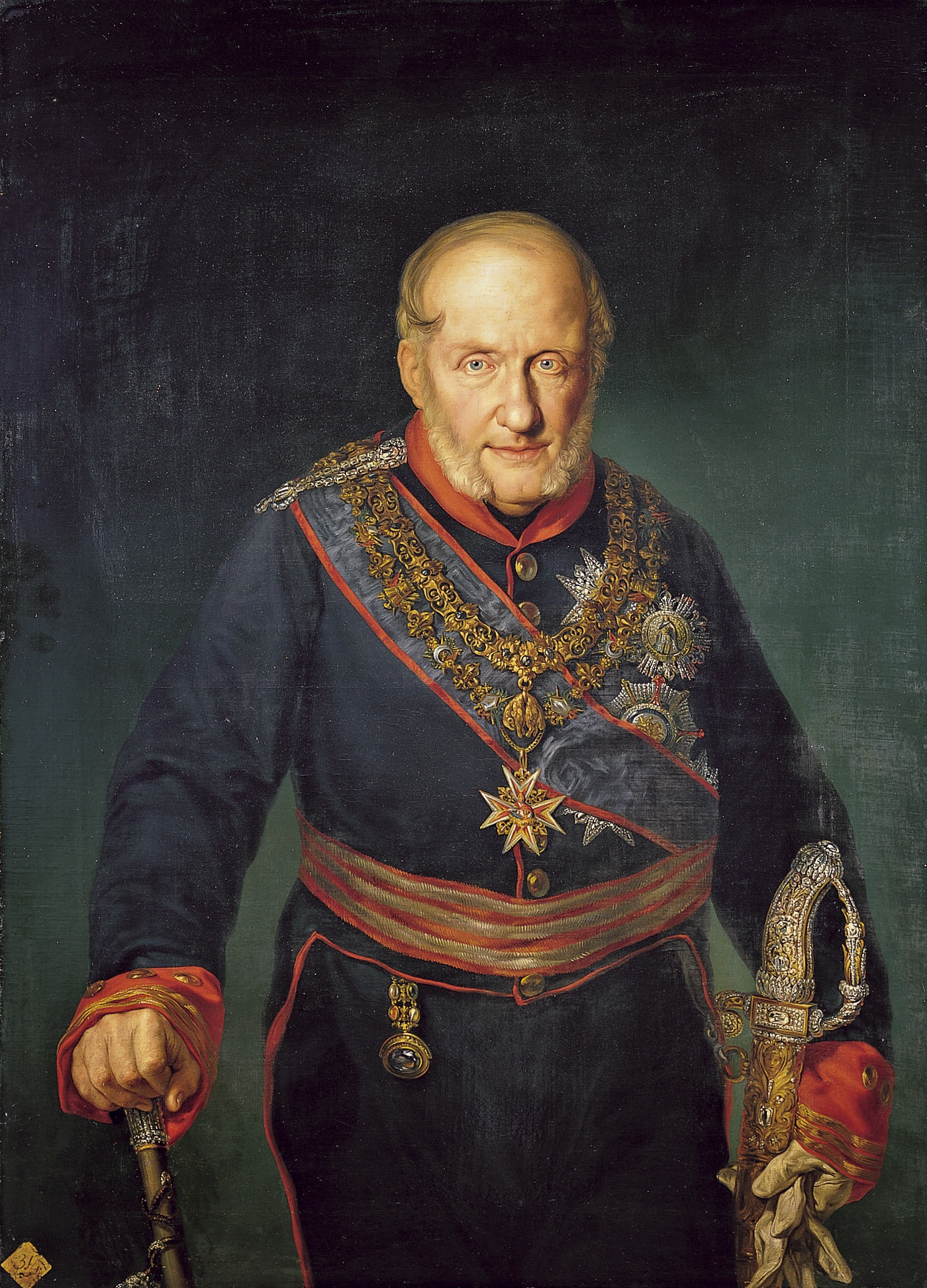
Ritratto del re delle Due Sicilie di Vicente López y Portaña, 1829, Real Academia de Bellas Artes de San Fernando

Il 4 gennaio 1825 Ferdinando I morì per un colpo apoplettico a 73 anni, dopo ben 66 anni di regno. A succedergli fu il principe ereditario, che salì al trono con il nome di Francesco I. Subito il nuovo sovrano, rinnegando i suoi timidi trascorsi costituzionali, mostrò le sue inclinazioni più conservatrici e reazionarie, mantenendo in gran parte inalterata la politica paterna.
Secondo l'Ulloa, il nuovo sovrano si interessò poco del governo, che lasciò nelle mani di suoi delegati e consiglieri: tra questi si ricordano Caterina De Simone, cameriera personale della regina, e Michelangelo Viglia, suo valletto personale, che grazie alla loro influenza e alla vicinanza ai sovrani, instaurarono un giro di corruzione grazie alla vendita di prebende, onori e cariche amministrative. Per tutta la durata del suo regno, il governo del Paese rimase nelle mani del Primo ministro, Luigi de' Medici di Ottajano, che aveva anche i dicasteri delle Finanze e degli Esteri, di tendenze moderatamente concilianti coi liberali, mentre negli ultimi anni preferì vivere circondato da soldati, con la paura costante di venire assassinato. Infatti principale obiettivo della polizia borbonica, in quegli anni, fu la lotta contro le sette politiche carbonare presenti nel Regno, contro le quali furono intentati duri processi, che però spesso emanavano sentenze mitigate per espressa volontà regia. Al tempo stesso, il 24 maggio 1826 il re promulgò a Portici un decreto che inaspriva le pene per i perturbatori dell'ordine pubblico e i sovvertitori dello Stato. Sempre in funzione anti-settaria, Francesco I istituì a Napoli e a Palermo due Commissioni supreme per i reati di Stato, composte da quattro giudici e due ufficiali ciascuna, mentre in ogni capoluogo di provincia furono create commissioni militari le cui sentenze dovevano essere subito eseguite, quelle delle Corti supreme rimesse alla volontà reale. Nel settembre di quell'anno un rescritto reale imponeva ai dignitari pubblici di fare atto di fedeltà al re e di denunciare coloro che erano in sospetto di settarismo, pena la destituzione e la condanna a morte. Mentre all'interno si inasprivano le misure illiberali, Francesco I e il suo ministro Medici riportarono un successo in politica estera, riuscendo, nel febbraio del 1827 a far richiamare in patria il corpo di spedizione austriaco stazionato nel Regno dal 1821, le cui spese di mantenimento erano a carico del governo borbonico (infatti l'occupazione austriaca costò alle casse pubbliche napoletane ben 85 milioni di ducati). 

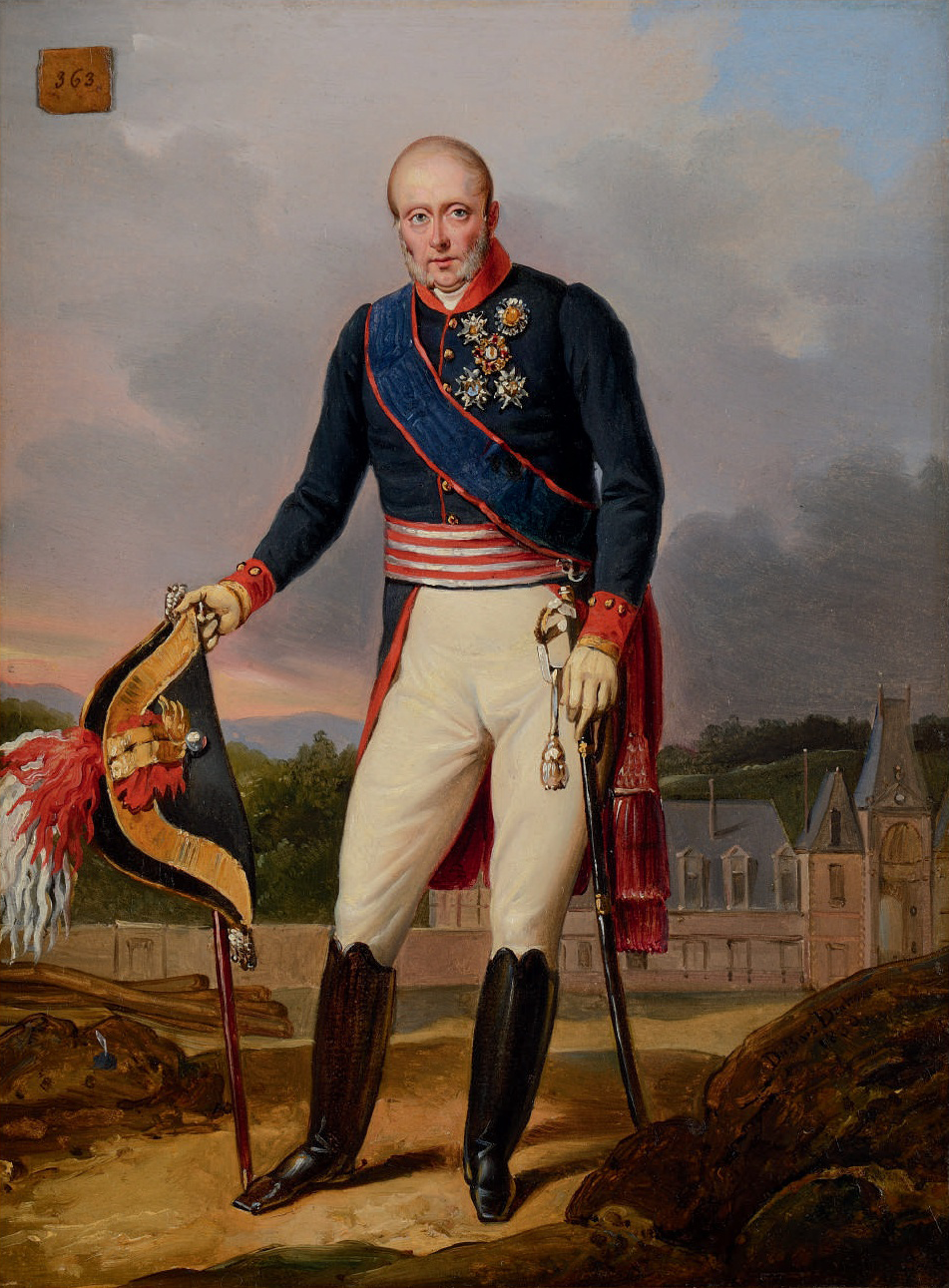
Francesco I di Borbone delle Due Sicilie ritratto da Alexandre Jean Dubois-Drahonet nel 1830

Per ridurre il disavanzo, furono ritenute parte degli stipendi dei pubblici magistrati e introdotte nuove tasse sui generi di consumo, specialmente quella sul macinato, sul pesce salato e sull'esercizio di alcune professioni e mestieri: questo portò all'erario la cifra di 2.870.000 ducati. Poco tempo dopo, scoppiò nel Regno l'unica crisi rivoluzionaria del regno di Francesco I, i moti del Cilento del 1828, abortiti per mancanza di seguito popolare e repressi duramente dal marchese Del Carretto, un ex liberale che ordinò di cannoneggiare il villaggio di Bosco, che aveva ospitato e rifornito i rivoltosi; per questa sua azione fu ricompensato dal re col titolo di marchese, la fascia dell'Ordine di San Gennaro e la nomina a maresciallo di campo. Una nota innovativa del regno di Francesco I fu l'istituzione, con regio decreto del 28 settembre 1829, del Reale ordine di Francesco I per il merito civile, che premiava i letterati, gli uomini di scienze e i benemeriti per virtù civili; in questo senso, quest'ordine cavalleresco fu il precursore dei moderni ordini civili al merito.
Inoltre nel 1826, per ordine di Francesco I, il Real Collegio di Musica venne trasferito nella sede attuale, in via San Pietro a Majella 35, venendo ribattezzato Reale Conservatorio di Musica di San Pietro a Majella.
Nello stesso periodo re Francesco I partì per la Spagna, insieme al suo ministro Medici, per assistere al matrimonio della figlia Maria Cristina col re Ferdinando VII di Spagna, suo zio materno, celebrato a Madrid l'11 dicembre 1829. Fu durante il soggiorno madrileno che il 25 gennaio 1830 si spense il suo ministro Medici. Proprio nello stesso periodo scoppiò a Parigi la Rivoluzione che portò all'abdicazione di re Carlo X di Francia e alla salita al trono di Luigi Filippo d'Orleans: alla caduta del ramo francese dei Borbone molti monarchi espressero pubblicamente il proprio timore per una monarchia "rivoluzionaria", ma alla fine, vedendo le inclinazioni moderate del nuovo monarca, accondiscesero a riconoscerlo come re di Francia, tra cui anche Francesco I.

### Morte

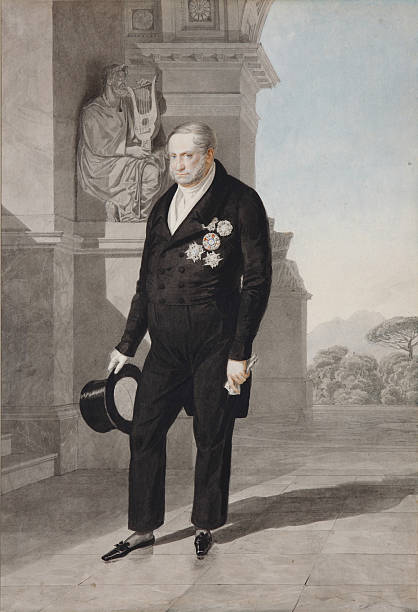
Francesco, re delle Due Sicilie, ritratto da Alexander Pavlovich Briullov nel 1825

Questi infine, malato da tempo, morì l'8 novembre 1830 a Napoli, poco dopo il ritorno dalla Spagna: si dice che, nell'ultimo delirio prima di morte, il morente abbia gridato: Che cosa sono queste voci? il popolo vuole la costituzione? dategliela!. Sul trono gli successe il figlio primogenito Ferdinando, come re Ferdinando II delle Due Sicilie.

## Discendenza

La famiglia di Francesco I delle Due Sicilie. Da sinistra a destra: Maria Isabella di Borbone-Spagna (seconda moglie di Francesco I), Maria Carolina Ferdinanda, Maria Antonietta granduchessa di Toscana, Luisa Carlotta, Maria Cristina regina di Spagna, Ferdinando II, Maria Amalia, Francesco I, Carlo principe di Capua e Leopoldo conte di Siracusa

Ebbe numerosi discendenti che si legarono a molte delle case regnanti del XIX secolo. Francesco I ebbe anche figli illegittimi dalle sue amanti, anche occasionali o popolane.
Dalla prima moglie, Maria Clementina d'Austria, ebbe:
- Carolina Ferdinanda Luisa: (1798-1870), sposò Carlo, duca di Berry secondo figlio del re Carlo X di Francia; quindi in seconde nozze il conte Ettore Lucchesi Palli, Principe di Campofranco, duca della Grazia;
- Ferdinando: (1800-1801), morto a poco meno di un anno.

Dalla seconda moglie, Maria Isabella di Spagna, ebbe:
- Luisa Carlotta: (1804-1844), sposò lo zio materno Francesco di Paola, Infante di Spagna: il loro figlio primogenito, Francesco d'Assisi di Borbone-Spagna sposò Isabella II di Spagna;
- Maria Cristina: (1806-1878), divenne la quarta moglie di suo zio Ferdinando VII di Spagna (fratello maggiore di sua madre), la loro figlia divenne la regina Isabella II di Spagna, fu reggente di Spagna durante la fanciullezza di quest'ultima, dal 1833 al 1840; sposò in seconde nozze Agustín Fernández Muñoz, duca di Rianzares;
- Ferdinando: (1810-1859), duca delle Puglie, duca di Noto fino al 4 gennaio 1825, da tale data duca di Calabria e quindi Re del Regno delle due Sicilie come Ferdinando II alla morte del padre, nel 1830;
- Carlo Ferdinando principe di Capua (1811-1862), sposò morganaticamente nel 1836 Penelope Smith (1815-1882);
- Leopoldo, conte di Siracusa: (1813-1860), sposò nel 1837 la principessa Filiberta di Savoia Carignano (1814-1874);
- Maria Antonietta: (1814-1898), sposò il primo cugino Granduca di Toscana Leopoldo II;
- Antonio Pasquale (1816-1843), conte di Lecce, morto senza figli;
- Maria Amalia: (1818-1857), sposò nel 1832 Sebastiano di Borbone-Spagna, Infante di Spagna e Infante del Portogallo (1811-1872);
- Maria Carolina: (1820-1861), che sposò nel 1850 il pretendente al trono di Spagna della linea carlista Carlo Luigi, conte di Montemolin, (1818-1861);
- Teresa Cristina: (1822-1889), sposò nel 1843 l'imperatore Pietro II del Brasile;
- Luigi, conte di Aquila: (1824-1897), che sposò nel 1844 Gennara di Braganza (1822-1901), figlia dell'imperatore del Brasile Pietro I e sorella di Maria II del Portogallo e di Pietro II del Brasile. Dal figlio Luigi discendono i conti di Roccaguglielma, la cui linea maschile si è estinta nel 1967;
- Francesco di Paola, conte di Trapani: (1827-1892), che sposò Maria Isabella d'Asburgo-Toscana (1834-1901), figlia della sorella Maria Antonietta. Dei due figli maschi, Leopoldo morì a 17 anni e Ferdinando morì ancora in fasce. La figlia Maria Antonietta sposò invece il cugino Alfonso di Borbone-Due Sicilie, conte di Caserta, figlio del re Ferdinando II e capo della casata e pretendente al trono delle Due Sicilie, dopo la morte del proprio fratellastro Francesco II.

Ebbe anche dei figli naturali fra i quali Don Pasquale al quale fu dato il cognome de Servis (fu riconosciuto dal farmacista di Portici Romolo De Servis) e gli fu conferita la Croce di Cavaliere del Reale ordine di Francesco I di Borbone.

## Ascendenza
|                                |                    |                                               | Genitori                                     |  |  | Nonni |  |  | Bisnonni            |  |  | Trisnonni              |  |
|                                |                    |                                               |                                              |  |  |       |  |  | Filippo V di Spagna |  |  | Luigi, il Gran Delfino |  |
|                                |                    |                                               |                                              |  |  |       |  |  | Filippo V di Spagna |  |  | Luigi, il Gran Delfino |  |
|                                |                    | Maria Anna Vittoria di Baviera                |                                              |  |  |       |  |  | Filippo V di Spagna |  |  |                        |  |
| Carlo III di Spagna            |                    |                                               |                                              |  |  |       |  |  | Filippo V di Spagna |  |  |                        |  |
|                                |                    | Elisabetta Farnese                            | Odoardo II Farnese                           |  |  |       |  |  |                     |  |  |                        |  |
|                                |                    | Elisabetta Farnese                            | Odoardo II Farnese                           |  |  |       |  |  |                     |  |  |                        |  |
|                                |                    | Elisabetta Farnese                            | Dorotea Sofia di Neuburg                     |  |  |       |  |  |                     |  |  |                        |  |
| Ferdinando I delle Due Sicilie |                    | Elisabetta Farnese                            |                                              |  |  |       |  |  |                     |  |  |                        |  |
|                                |                    | Augusto III di Polonia                        | Augusto II di Polonia                        |  |  |       |  |  |                     |  |  |                        |  |
|                                |                    | Augusto III di Polonia                        | Augusto II di Polonia                        |  |  |       |  |  |                     |  |  |                        |  |
|                                |                    | Augusto III di Polonia                        | Cristiana Eberardina di Brandeburgo-Bayreuth |  |  |       |  |  |                     |  |  |                        |  |
| Maria Amalia di Sassonia       |                    | Augusto III di Polonia                        |                                              |  |  |       |  |  |                     |  |  |                        |  |
|                                |                    | Maria Giuseppa d'Austria                      | Giuseppe I d'Asburgo                         |  |  |       |  |  |                     |  |  |                        |  |
|                                |                    | Maria Giuseppa d'Austria                      | Giuseppe I d'Asburgo                         |  |  |       |  |  |                     |  |  |                        |  |
|                                |                    | Maria Giuseppa d'Austria                      | Guglielmina Amalia di Brunswick-Lüneburg     |  |  |       |  |  |                     |  |  |                        |  |
| Francesco I delle Due Sicilie  |                    | Maria Giuseppa d'Austria                      |                                              |  |  |       |  |  |                     |  |  |                        |  |
|                                | Leopoldo di Lorena | Carlo V di Lorena                             |                                              |  |  |       |  |  |                     |  |  |                        |  |
|                                | Leopoldo di Lorena | Carlo V di Lorena                             |                                              |  |  |       |  |  |                     |  |  |                        |  |
|                                | Leopoldo di Lorena | Eleonora Maria Giuseppina d'Austria           |                                              |  |  |       |  |  |                     |  |  |                        |  |
| Francesco I di Lorena          | Leopoldo di Lorena |                                               |                                              |  |  |       |  |  |                     |  |  |                        |  |
|                                |                    | Elisabetta Carlotta d'Orléans                 | Filippo I di Borbone-Orléans                 |  |  |       |  |  |                     |  |  |                        |  |
|                                |                    | Elisabetta Carlotta d'Orléans                 | Filippo I di Borbone-Orléans                 |  |  |       |  |  |                     |  |  |                        |  |
|                                |                    | Elisabetta Carlotta d'Orléans                 | Elisabetta Carlotta del Palatinato           |  |  |       |  |  |                     |  |  |                        |  |
| Maria Carolina d'Austria       |                    | Elisabetta Carlotta d'Orléans                 |                                              |  |  |       |  |  |                     |  |  |                        |  |
|                                |                    | Carlo VI d'Asburgo                            | Leopoldo I d'Asburgo                         |  |  |       |  |  |                     |  |  |                        |  |
|                                |                    | Carlo VI d'Asburgo                            | Leopoldo I d'Asburgo                         |  |  |       |  |  |                     |  |  |                        |  |
|                                |                    | Carlo VI d'Asburgo                            | Eleonora del Palatinato-Neuburg              |  |  |       |  |  |                     |  |  |                        |  |
| Maria Teresa d'Austria         |                    | Carlo VI d'Asburgo                            |                                              |  |  |       |  |  |                     |  |  |                        |  |
|                                |                    | Elisabetta Cristina di Brunswick-Wolfenbüttel | Luigi Rodolfo di Brunswick-Lüneburg          |  |  |       |  |  |                     |  |  |                        |  |
|                                |                    | Elisabetta Cristina di Brunswick-Wolfenbüttel | Luigi Rodolfo di Brunswick-Lüneburg          |  |  |       |  |  |                     |  |  |                        |  |
|                                |                    | Elisabetta Cristina di Brunswick-Wolfenbüttel | Cristina Luisa di Oettingen-Oettingen        |  |  |       |  |  |                     |  |  |                        |  |
|                                |                    | Elisabetta Cristina di Brunswick-Wolfenbüttel |                                              |  |  |       |  |  |                     |  |  |                        |  |